# Maver
Maver je priimek v Sloveniji in tujini, ki ga je po podatkih Statističnega urada Republike Slovenije 1. januarja 2010 v Sloveniji uporabljalo 435 oseb; 1. januarja 2025 pa 429 oseb.

## Znani slovenski nosilci priimka
- Aleš Maver (*1978), klasični filolog, zgodovinar, politični publicist, prevajalec
- Aleš Maver, vodja Centra za Mendelsko genomiko Kliničnega inštituta za medicinsko genetiko UKC
- Andreja Maver, arheologinja
- Anton Maver (*1949), politik (župan)
- Darja Zorc Maver (*1962), socialna pedagoginja
- Darko Maver (*1951), pravnik in kriminolog, univ. profesor
- Eva Maver, igralka, gledališčnica
- Gregor Maver (*1978), vizualni umetnik
- Igor Maver (*1960), literarni zgodovinar, anglist in amerikanist, univ. profesor, član SAZU.
- Jasna Maver (*1961), informatičarka, prof. FF (odd. za bibliotekarstvo, informac. znanost in knjigarstvo)
- Manica Maver (*1971), profesorica, radijska igralka, režiserka, dramatičarka
- Marij Maver (*1937), narodnokulturni delavec, urednik, založnik, publicist (Trst)
- Martin Maver, športni delavec v zamejstvu (Trst)
- Milan Maver (*1928), novinar, smučar in karikaturist
- Uroš Maver, farmacevt, predstojnik Inštituta za biomedicinske znanosti UM

## Znani tuji nosilci priimka
- Giovanni Maver (1891–1970), italijanski slavist, literarni zgodovinar
- Hraban Maver (tudi Raban, Rabanus Maurus) (780–856), nemški filozof, teolog, pesnik, enciklopedist iz Mainza